# Boreosignum wilsoni
Boreosignum wilsoni is een pissebed uit de familie Paramunnidae. De wetenschappelijke naam van de soort is voor het eerst geldig gepubliceerd in 1985 door Hooker.